# Maria Jönsson
Sigrid Maria Jönsson, född 22 februari 1958  i Gävle[källa behövs], är en svensk illustratör och bilderboksförfattare. 
Jönsson var frilanstecknare på Helsingborgs Dagblad under 1990-talet och debuterade i bilderbokssammanhang i början av 2000-talet. Hon har sedan dess illustrerat dryga 30 bilderböcker, bland annat tillsammans med Lotta Olsson och Annika Thor. Hon skriver även egna berättelser, som böckerna om Spyflugan Astrid och Vargen Valdemar. Maria Jönsson sitter på stol nr 6 i Svenska Barnboksakademin.
Hon är bosatt i Höganäs.

### Bilderböcker i urval
- 2023 Valdemar i Stora Staden
- 2021 Nycklarna[6]
- 2020 Tomtarnas Julnatt
- 2019 Mirabell och Astrakan[7]
- 2019 Valdemars Tårta
- 2018 Valdemar i Stora Skogen[8]
- 2017 Valdemars Ärtor
- 2016  Valdemars Nappar
- 2014  Flickan från långt borta
- 2013  Spyflugan Astrid mitt i musiken
- 2013 Spyflugan Astrid gillar
- 2013 Promenad
- 2010 Spyflugan Astrid rymmer
- 2009 Zucchini till en tax
- 2008 Spyflugan Astrid flyger högt
- 2008 Kolla Kroppen!
- 2007 Morris hos frisören
- 2007 Spyflugan Astrid
- 2006 Morris på landet
- 2006 Morris och Griffo
- 2005 Morris badar
- 2005 Äckligt?
- 2003 Kajsa gillar
- 2003 Morris på morgonen
- 2002 Morris och strumpan
- 2002 Morris passar huset
- 2001 Hundliv
- 2000 Pirater och prinsessor
- 1999 Prata Persilja

## Priser och utmärkelser
- 2015  Elsa Beskow-plaketten (Flickan från långt borta. Text: Annika Thor)[9]
- 2014  Höganäs kommuns Kulturpris (tillsammans med Lisa Wohlfahrt)
- 2010  Helsingborgs Dagblads kulturpris (för Spyflugan Astrid flyger högt)
- 2010  Ottilia Adelborg-priset (för böckerna om Spyflugan Astrid)
- 2008  Bokjuryn (för Spyflugan Astrid flyger högt)

## Utställningar i urval
- Bologna Children's Book Fair, Illustrator´s Exhibition 2023
- Galleri Skelderhus 2019[10]
- Mölndals Museum 2017
- Bologna Children's Book Fair, Illustrator´s Exhibition 2015
- Höganäs Museum 2014
- Bologna Children´s Book Fair 2013
- Dunkers Kulturhus, Helsingborg 2010
- Ottilia Adelborgmuseet, Gagnef 2010
- Bergkvara Konsthall 2010
- Tomelilla Konsthall 2008
- Teckningsmuseet, Laholm 2007
- Tomarps Kungsgård, Kvidinge 2005
- Galleri Dialog, Stockholm 2002
- Krapperups Konsthall, Höganäs 1996